# Antique (film)
Pour les articles homonymes, voir Antique.
Pour plus de détails, voir Fiche technique et Distribution.
Antique (hangeul : 서양 골동 양과자점 앤티크 ; hanja : 西洋 骨董 洋菓子店 앤티크 ; RR : seoyang goldong yang-gwajajeom aentikeu ; MR : sŏyang koldong yanggwajajŏm aent'ik'ŭ ; litt. « pâtisserie antique occidentale antique ») est un film sud-coréen réalisé par Min Gyoo-dong et sorti en 2008.
Il s'agit de l'adaptation du manga Antique Bakery (西洋 骨董 洋菓子店) signé Fumi Yoshinaga.

## Synopsis
Riche héritier, Jin-hyeok décide d'ouvrir une pâtisserie baptisée « Antique » en espérant trouver l'amour parmi les futures clientes. Pour s'occuper de la pâtisserie, il engage Seon-woo, un pâtissier talentueux qui était amoureux de lui au lycée.

## Fiche technique
Sauf indication contraire, les informations mentionnées dans cette section peuvent être confirmées par les bases de données cinématographiques  présentes dans la section « Liens externes ».
- Titre original : 서양 골동 양과자점 앤티크
- Titre anglophone et français : Antique
- Réalisation : Min Gyoo-dong
- Scénario : Kim Da-young, Lee Kyoung-eui et Yoon Seon-hee, d'après le manga de Fumi Yoshinaga
- Musique : Dalpalan et Jang Young-gyu
- Décors : Jeon Gyeong-ran
- Costumes : Jang Hyo-jae
- Photographie : Kim Jeon-young
- Son : Choi Tae-young
- Montage : Kim Seon-min
- Production : Lee Yu-jin et Min Jin-soo
- Sociétés de production : Soon Film et Zip Cinema
- Société de distribution : Showbox
- Pays de production :  Corée du Sud
- Langue originale : coréen, français
- Genre : comédie dramatique, romance
- Durée : 107 minutes
- Dates de sortie :
  - Corée du Sud : 13 novembre 2008
  - France : 4 juillet 2009 (Paris Cinéma)
  - Québec : 27 juillet 2009 (FanTasia)

## Distribution
- Ju Ji-hoon : Kim Jin-hyeok, propriétaire
  - Yeo Jin-gu (en) : Kim Jin-hyeok, jeune
- Kim Jae-wook : Min Seon-woo, pâtissier gay
- Yoo Ah-in : Yang Ki-beom, compétiteur
- Choi Ji-ho (en) : Nam Su-yeong, garde du corps
- Andy Gillet : Jean-Baptiste Evan